# Gare de Jambes-Est
Ne doit pas être confondu avec Gare de Jambes.
La gare de Jambes-Est (anciennement Jambes-État) est une gare ferroviaire belge de la ligne 162, de Namur à Sterpenich (frontière du Luxembourg), située dans la section de Jambes sur le territoire de la ville de Namur, dans la province de Namur en Région wallonne.
C'est aujourd'hui une halte ferroviaire de la Société nationale des chemins de fer belges (SNCB).

## Situation ferroviaire
Établie à 105 m d'altitude, la gare de Jambes-Est est située au point kilométrique (PK) 2,10 de la ligne 162, de Namur à Sterpenich (frontière du Luxembourg), entre les gares de Namur et Dave-Saint-Martin.

## Histoire
La ligne de Namur à la frontière du Luxembourg est mise en service par sections en 1858 par la Grande compagnie du Luxembourg ; la section de Namur à Ciney passant par Jambes étant ouverte à l'exploitation le 15 mai 1858. Elle ne comportait à l'origine aucune gare entre Namur et Naninne. Avant l'ouverture de la gare de Jambes par la Compagnie du Nord - Belge en 1862 sur la ligne vers Dinant et Givet, il n'y avait ni gare ni halte à Jambes.
C'est finalement le 1er juin 1884 que les Chemins de fer de l’État belge, qui ont repris la ligne du Luxembourg en 1873, créent une halte appelée « Jambes-Etat » entre Dave et le pont sur la Meuse, dans la forte rampe entre Namur (rive droite) et Courrière.
En 1991, la Société nationale des chemins de fer belges (SNCB) change le nom de la gare de Jambes-État qui devient « Jambes-Est ».

## Service voyageurs

### Accueil
Halte de la SNCB, c'est un point d'arrêt non gardé (PANG). Elle dispose de deux quais avec abris. Le passage d'un quai à l'autre se fait en utilisant le tunnel routier situé en contrebas de l'arrêt.

### Desserte
Jambes-Est est desservie, toutes les heures en semaine et toutes les deux heures le week-end, par des trains L qui assurent des missions entre Namur et Ciney.
Cette desserte régulière est renforcée en semaine par des trains supplémentaires : le matin, un train P de Namur à Ciney et deux de Ciney à Namur ; l’après-midi, trois trains P de Namur à Ciney et un de Ciney à Namur.

### Intermodalité
Le parking des véhicules est possible près de l'arrêt. Des arrêts de transport en commun (TEC) sont situés à proximité.
La gare de Jambes, sur la ligne 154 de Namur à Dinant, se trouve à seulement 300 m de distance.

## Comptage voyageurs
Ce graphique et tableau montre le nombre de voyageurs embarquant en moyenne durant la semaine, le samedi et le dimanche.
| Nombre de passagers qui embarquent à la gare de Jambes-Est | Nombre de passagers qui embarquent à la gare de Jambes-Est | Nombre de passagers qui embarquent à la gare de Jambes-Est | Nombre de passagers qui embarquent à la gare de Jambes-Est |
|                                                            | Semaine                                                    | Samedi                                                     | Dimanche                                                   |
| ---------------------------------------------------------- | ---------------------------------------------------------- | ---------------------------------------------------------- | ---------------------------------------------------------- |
| 1977                                                       | 184                                                        | 29                                                         | 27                                                         |
| 1978                                                       | 265                                                        | 27                                                         | 27                                                         |
| 1979                                                       | 162                                                        | 23                                                         | 78                                                         |
| 1980                                                       | 149                                                        | 44                                                         | 42                                                         |
| 1981                                                       | 152                                                        | 29                                                         | 40                                                         |
| 1982                                                       | 149                                                        | 43                                                         | 31                                                         |
| 1983                                                       | 151                                                        | 32                                                         | 13                                                         |
| 1984                                                       | 159                                                        | 26                                                         | 27                                                         |
| 1985                                                       | 161                                                        | 37                                                         | 13                                                         |
| 1986                                                       | 185                                                        | 43                                                         | 29                                                         |
| 1987                                                       | 171                                                        | 26                                                         | 24                                                         |
| 1988                                                       | 179                                                        | 26                                                         | 16                                                         |
| 1989                                                       | 125                                                        | 38                                                         | 14                                                         |
| 1990                                                       | 136                                                        | 37                                                         | 31                                                         |
| 1991                                                       | 120                                                        | 26                                                         | 24                                                         |
| 1992                                                       | 129                                                        | 30                                                         | 29                                                         |
| 1993                                                       | 123                                                        | 37                                                         | 25                                                         |
| 1994                                                       | 122                                                        | 30                                                         | 8                                                          |
| 1995                                                       | 116                                                        | 41                                                         | 15                                                         |
| 1996                                                       | 96                                                         | 26                                                         | 11                                                         |
| 1997                                                       | 121                                                        | 20                                                         | 17                                                         |
| 1998                                                       | 107                                                        | 15                                                         | 16                                                         |
| 1999                                                       | 101                                                        | 15                                                         | 5                                                          |
| 2000                                                       | 108                                                        | 13                                                         | 10                                                         |
| 2001                                                       | 139                                                        | 24                                                         | 8                                                          |
| 2002                                                       | 120                                                        | 20                                                         | 11                                                         |
| 2003                                                       | 120                                                        | 44                                                         | 10                                                         |
| 2004                                                       | 134                                                        | 20                                                         | 10                                                         |
| 2005                                                       | 112                                                        | 30                                                         | 7                                                          |
| 2006                                                       | 122                                                        | 28                                                         | 14                                                         |
| 2007                                                       | 170                                                        | 12                                                         | 10                                                         |
| 2008                                                       | -                                                          | -                                                          | -                                                          |
| 2009                                                       | 183                                                        | 12                                                         | 12                                                         |
| 2010                                                       | -                                                          | -                                                          | -                                                          |
| 2011                                                       | -                                                          | -                                                          | -                                                          |
| 2012                                                       | 117                                                        | 44                                                         | 10                                                         |
| 2013                                                       | 120                                                        | 36                                                         | 13                                                         |
| 2014                                                       | 163                                                        | 37                                                         | 34                                                         |
| 2015                                                       | 83                                                         | 12                                                         | 18                                                         |
| 2016                                                       | 78                                                         | 18                                                         | 11                                                         |
| 2017                                                       | 135                                                        | 21                                                         | 11                                                         |
| 2018                                                       | 117                                                        | 14                                                         | 8                                                          |
| 2019                                                       | 129                                                        | 44                                                         | 23                                                         |
| 2020                                                       | 153                                                        | 25                                                         | 13                                                         |
| 2021                                                       | -                                                          | -                                                          | -                                                          |
| 2022                                                       | 241                                                        | 57                                                         | 35                                                         |
| 2023                                                       | 238                                                        | 63                                                         | 51                                                         |
| 2024                                                       | 212                                                        | 45                                                         | 32                                                         |

## Patrimoine ferroviaire
Un bâtiment de halte type 1888 est érigé à Jambes-Est à une date inconnue (sans doute avant 1893). Elle comporte un corps central à deux étages en forme de L sous une toiture à croupes, une aile basse sous bâtière servant de salle d'attente et une aile de service en L. Sa façade alternait brique et bandeaux de pierre claire tandis que chaque travée était munie d'arcs bombés surmontés d'un larmier en brique, caractéristique de ce type de gare. Ce bâtiment, perché sur le talus entre la route et le pont, a été démoli en 1992.

Jambes-État, le 8 mai 1977)
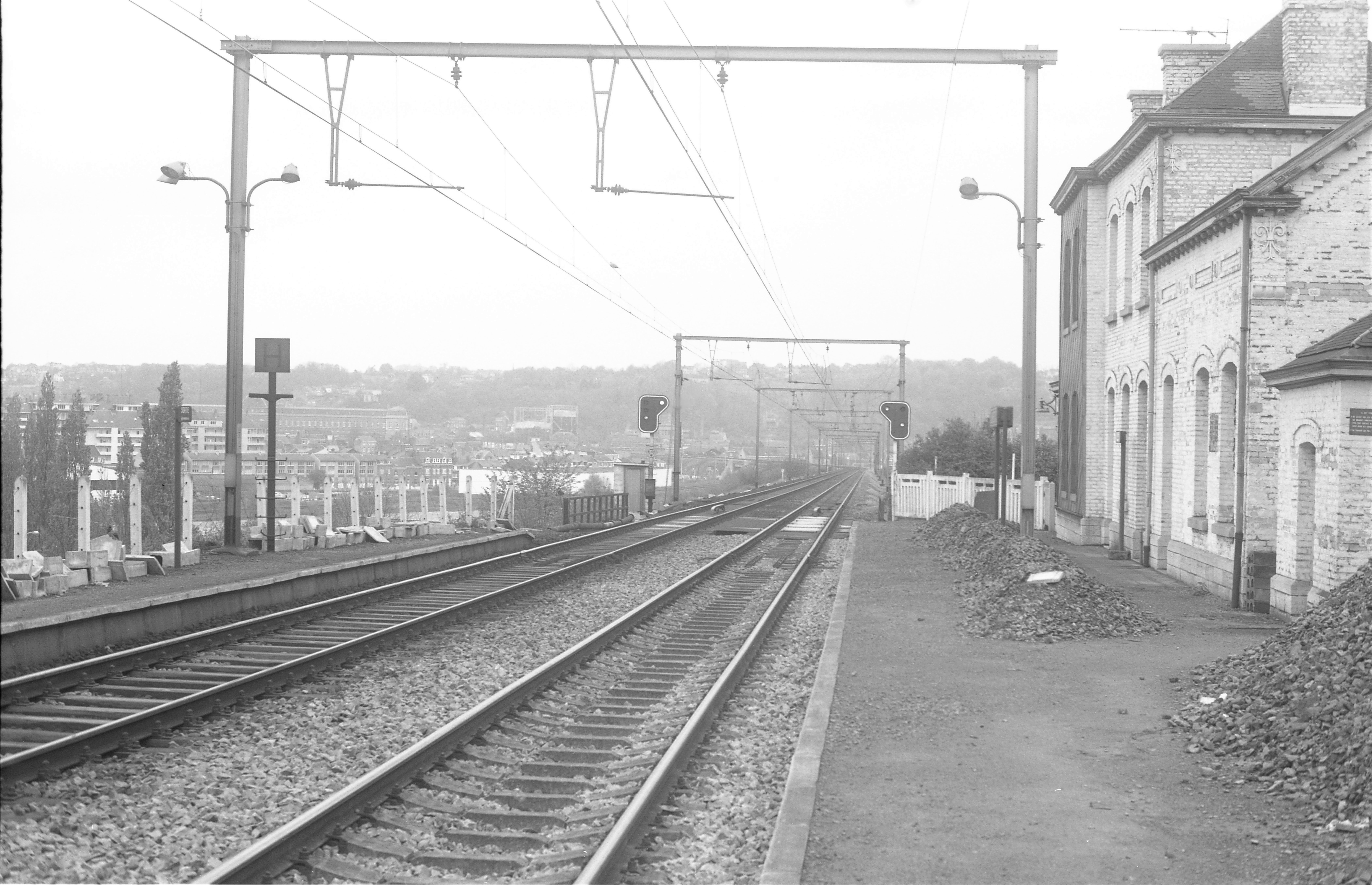
Quais du point d'arrêt, en direction de Namur.
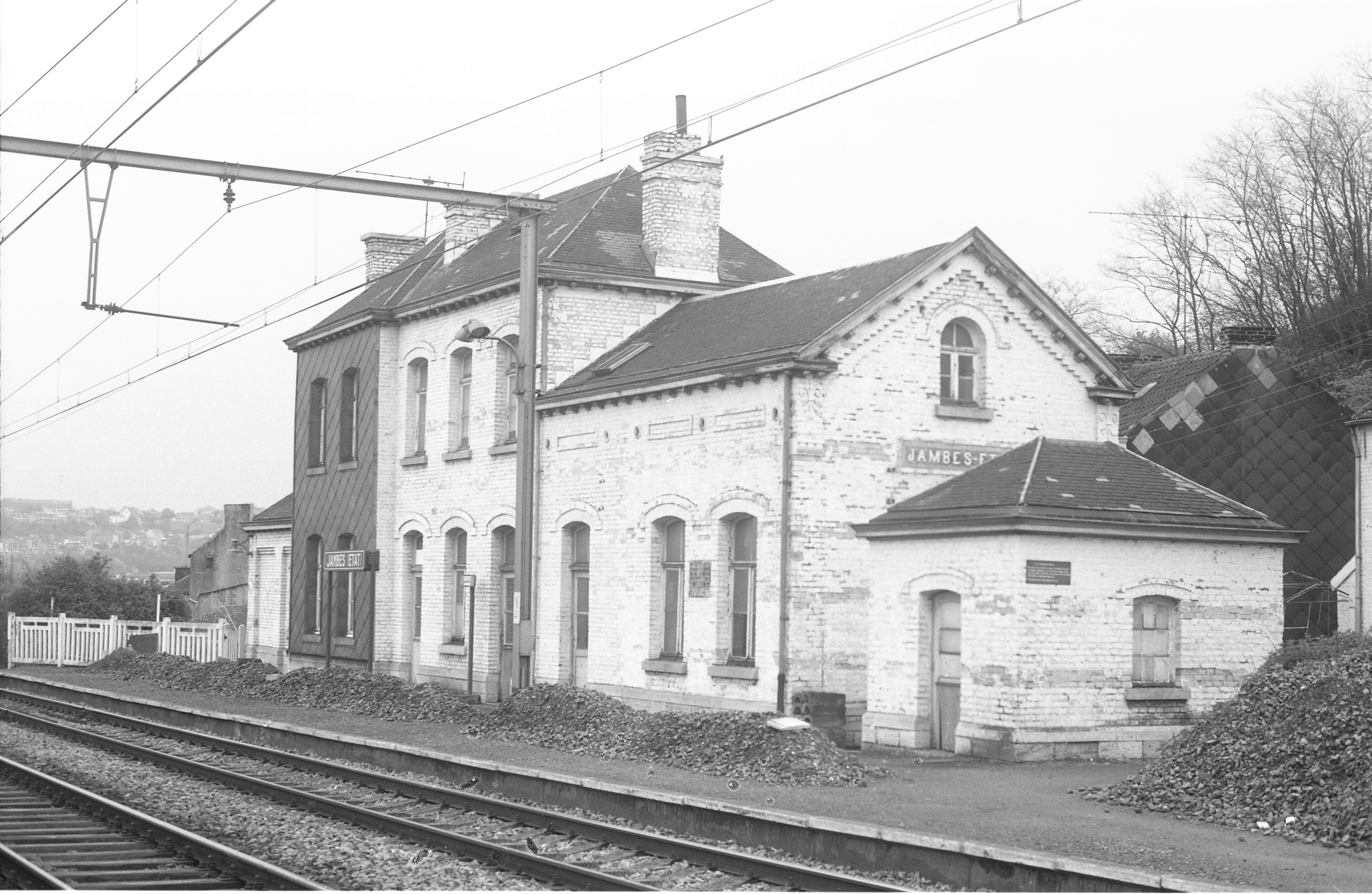
Ancien bâtiment.
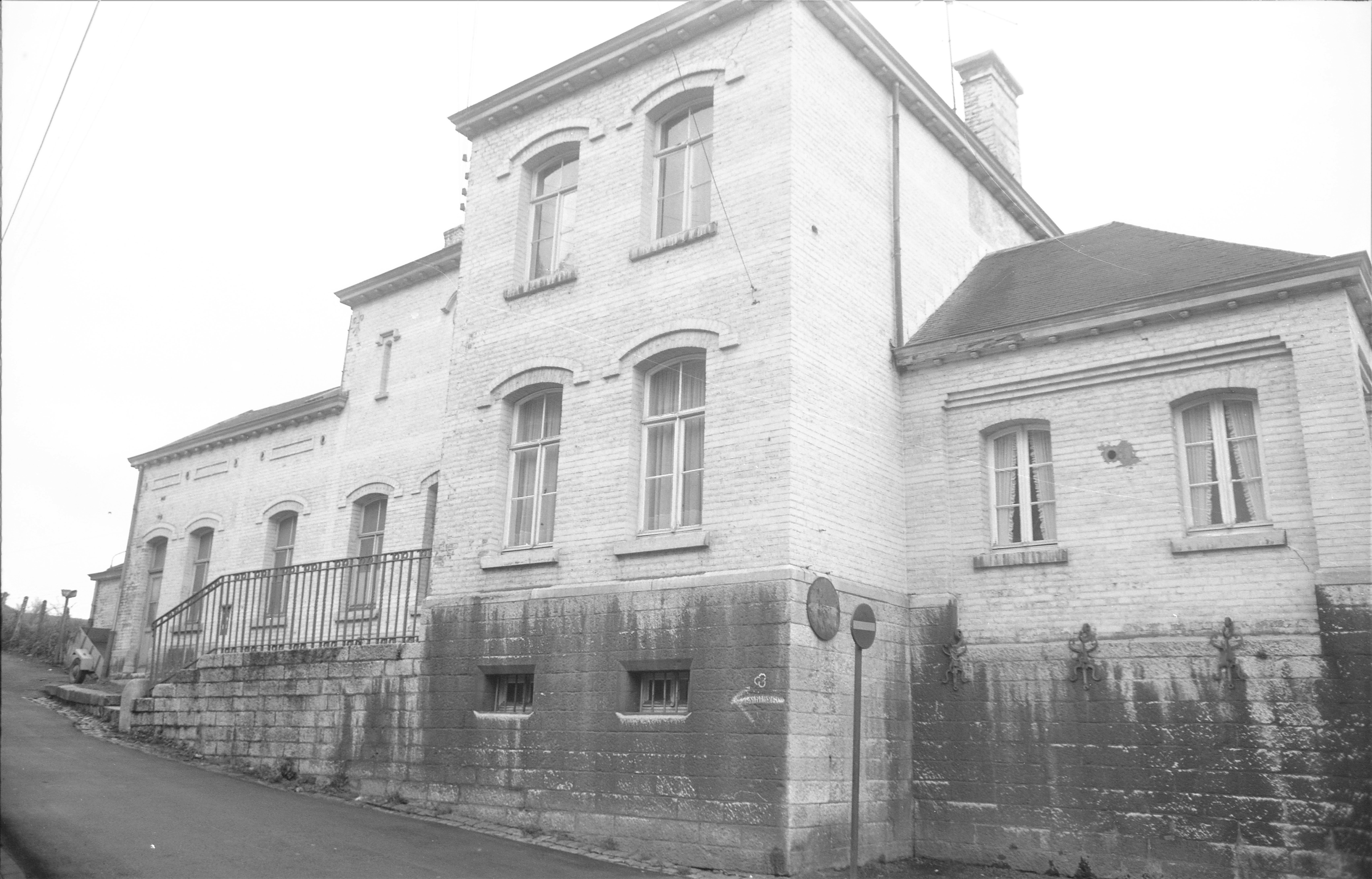
Vue depuis la rue.